# Stephen Susco
Stephen Susco (Filadelfia, 24 ottobre 1972) è uno sceneggiatore, produttore cinematografico e regista statunitense.

## Filmografia

### Sceneggiatore
- The Grudge, regia di Takashi Shimizu (2004)
- The Grudge 2, regia di Takashi Shimizu (2006)
- Red, regia di Trygve Allister Diesen e Lucky McKee (2008)
- High School, regia di John Stalberg Jr. (2010)
- Non aprite quella porta 3D, regia di John Luessenhop (2013) - soggetto
- The Reach - Caccia all'uomo, regia di Jean-Baptiste Léonetti (2014)
- Unfriended: Dark Web, regia di Stephen Susco (2018)
- Hell Fest, regia di Gregory Plotkin (2018) - soggetto

### Produttore
- Mr. October (1996) - cortometraggio
- Intoxicated Demons (2005) - associato, cortometraggio
- Last Call (2007) - esecutivo, cortometraggio
- High School, regia di John Stalberg Jr. (2010) - esecutivo
- The Possession, regia di Ole Bornedal (2012) - coproduttore
- The Reach - Caccia all'uomo, regia di Jean-Baptiste Léonetti (2014) - esecutivo

### Regista
- Unfriended: Dark Web (2018)